# Magnitogorsk

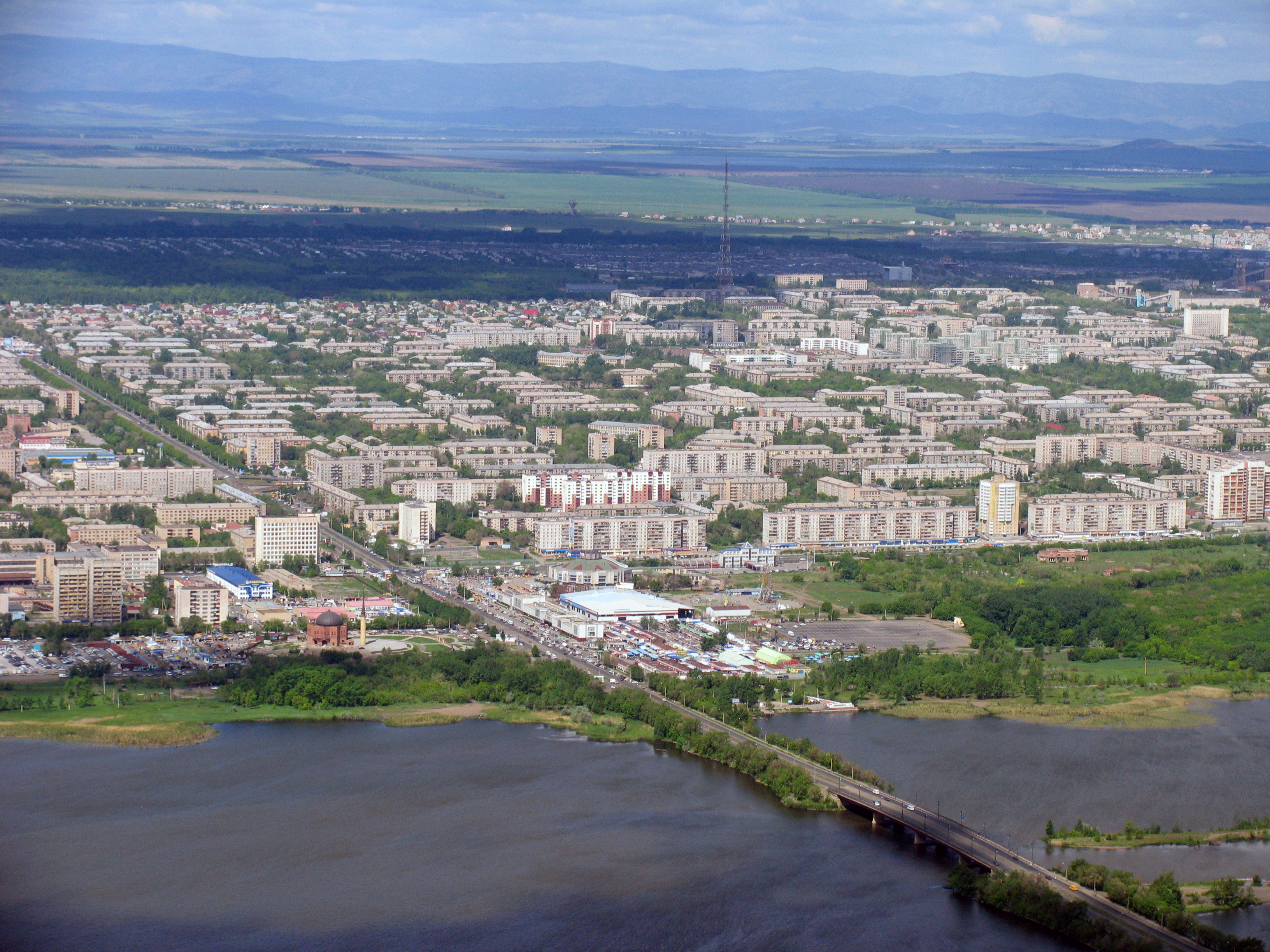
Magnitogorsk.

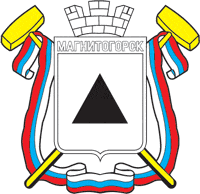
Stadens vapen.

Magnitogorsk (ryska Магнитогóрск) är den näst största staden i Tjeljabinsk oblast i Uralbergen i Ryssland. Den är en viktig gruv- och industristad, med industrin koncentrerad runt järn- och stålproduktion. 

## Administrativ indelning
Magnitogorsk är indelad i tre stadsdistrikt. 
| Stadsdistrikt      | Invånarantal 9 oktober 2002 | Invånarantal 14 oktober 2010 | Invånarantal 1 januari 2015 |
| ------------------ | --------------------------- | ---------------------------- | --------------------------- |
| Leninskij          | 107 931                     | 100 999                      | 99 882                      |
| Ordzjonikidzevskij | 190 653                     | 194 240                      | 202 077                     |
| Pravoberezjnyj     | 119 961                     | 112 536                      | 115 080                     |
| Landsbygd          | 852                         | Ingen uppgift                | Ingen uppgift               |
| TOTALT             | 419 397                     | 407 775                      | 417 039                     |

Landsbygdsdelen har numera slagits samman med centrala Magnitogorsk.